# Сен-П'єрр-ла-В'єй
Сен-П'єрр-ла-В'єй (фр. Saint-Pierre-la-Vieille) — колишній муніципалітет у Франції, у регіоні Нормандія, департамент Кальвадос. Населення — 365 осіб (2011).
Муніципалітет був розташований на відстані близько 220 км на захід від Парижа, 33 км на південний захід від Кана.

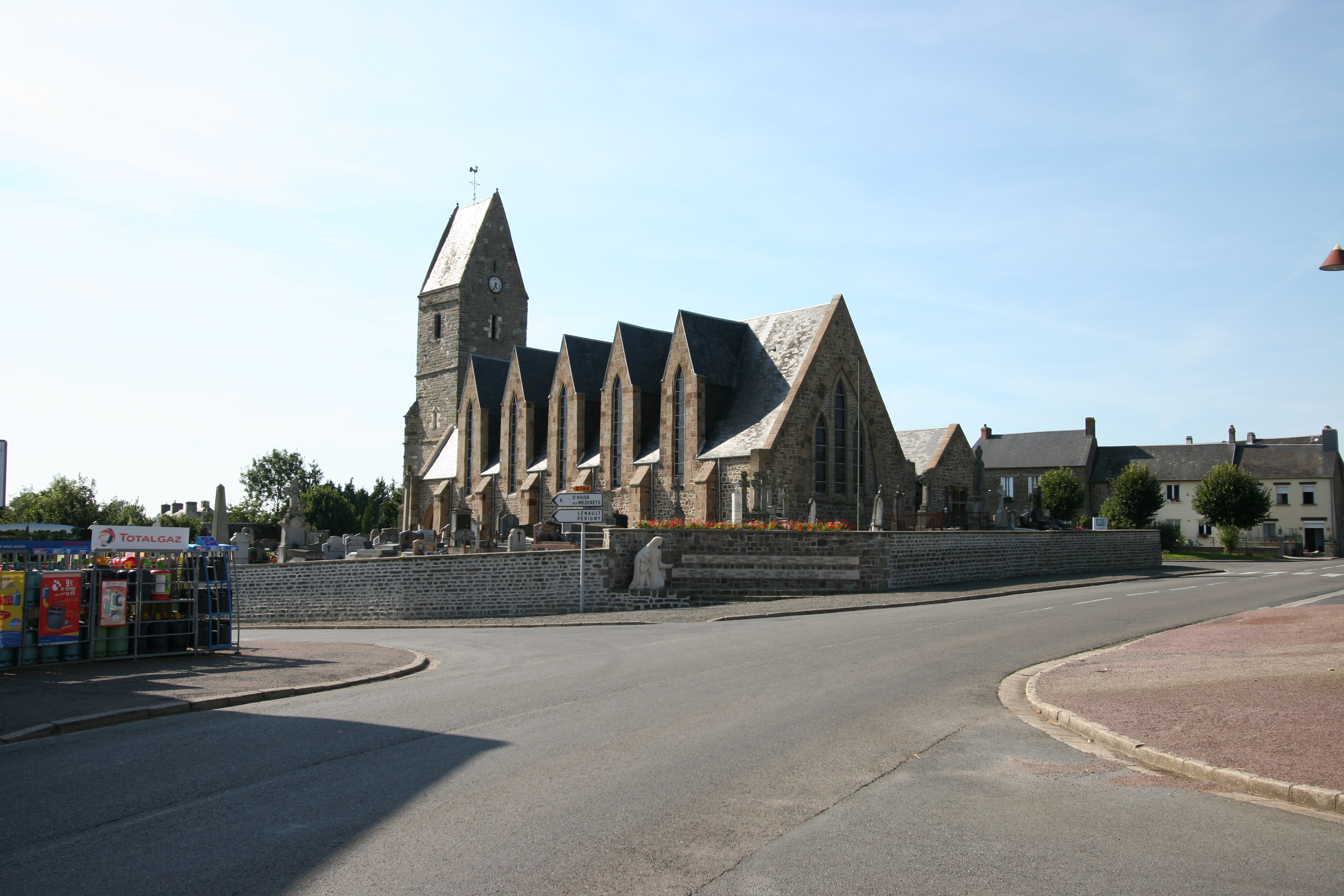

## Історія
До 2015 року муніципалітет перебував у складі регіону Нижня Нормандія. Від 1 січня 2016 року належав до нового об'єднаного регіону Нормандія.
1 січня 2016 року Сен-П'єрр-ла-В'єй, Ла-Шапель-Анжербо, Конде-сюр-Нуаро, Лено, Пруссі i Сен-Жермен-дю-Кріу було об'єднано в новий муніципалітет Конде-ан-Норманді.

## Демографія
Динаміка населення (Insee ):
Розподіл населення за віком та статтю (2006):
| Стать | Всього | До 15 років | 15-24 | 25-44 | 45-64 | 65-85 | Понад 85 |
| --- | ------ | ----------- | ----- | ----- | ----- | ----- | -------- |
| Чоловіки | 188    | 32          | 20    | 44    | 76    | 12    | 4        |
| Жінки | 172    | 28          | 20    | 32    | 44    | 32    | 16       |
| \| Статево-вікова піраміда \| Статево-вікова піраміда \| Статево-вікова піраміда \| \| ----------------------- \| ----------------------- \| ----------------------- \| \| Чоловіки \| Вік \| Жінки \| \| 4 \| 85 + \| 16 \| \| 0 \| 80-84 \| 4 \| \| 0 \| 75-79 \| 8 \| \| 8 \| 70-74 \| 16 \| \| 4 \| 65-69 \| 4 \| \| 16 \| 60-64 \| 4 \| \| 16 \| 55-59 \| 12 \| \| 16 \| 50-54 \| 16 \| \| 28 \| 45-49 \| 12 \| \| 4 \| 40-44 \| 12 \| \| 12 \| 35-39 \| 8 \| \| 12 \| 30-34 \| 12 \| \| 16 \| 25-29 \| 0 \| \| 8 \| 20-24 \| 8 \| \| 12 \| 15-20 \| 12 \| \| 16 \| 10-14 \| 12 \| \| 12 \| 5-9 \| 12 \| \| 4 \| 0-4 \| 4 \| |        |             |       |       |       |       |          |
| Статево-вікова піраміда |        |             |       |       |       |       |          |
| Чоловіки | Вік    | Жінки       |       |       |       |       |          |
| 4 | 85 +   | 16          |       |       |       |       |          |
| 0 | 80-84  | 4           |       |       |       |       |          |
| 0 | 75-79  | 8           |       |       |       |       |          |
| 8 | 70-74  | 16          |       |       |       |       |          |
| 4 | 65-69  | 4           |       |       |       |       |          |
| 16 | 60-64  | 4           |       |       |       |       |          |
| 16 | 55-59  | 12          |       |       |       |       |          |
| 16 | 50-54  | 16          |       |       |       |       |          |
| 28 | 45-49  | 12          |       |       |       |       |          |
| 4 | 40-44  | 12          |       |       |       |       |          |
| 12 | 35-39  | 8           |       |       |       |       |          |
| 12 | 30-34  | 12          |       |       |       |       |          |
| 16 | 25-29  | 0           |       |       |       |       |          |
| 8 | 20-24  | 8           |       |       |       |       |          |
| 12 | 15-20  | 12          |       |       |       |       |          |
| 16 | 10-14  | 12          |       |       |       |       |          |
| 12 | 5-9    | 12          |       |       |       |       |          |
| 4 | 0-4    | 4           |       |       |       |       |          |

## Економіка
2010 року серед 240 осіб працездатного віку (15—64 років) 158 були активними, 82 — неактивними (показник активності 65,8%, у 1999 році було 69,8%). З 158 активних мешканців працювали 132 особи (78 чоловіків та 54 жінки), безробітними було 26 (11 чоловіків та 15 жінок). Серед 82 неактивних 18 осіб було учнями чи студентами, 49 — пенсіонерами, 15 були неактивними з інших причин.

У 2010 році в муніципалітеті числилось 149 оподаткованих домогосподарств, у яких проживали 354,5 особи, медіана доходів виносила 16 528 євро на одного особоспоживача